# اولزبئک
شهر اولزبئک (به فرانسوی: Holsbeek) در ناحیه اداری لوان در استان فلومیش بربان در منطقه فلاندری در کشور بلژیک واقع شده‌است.